# Relaciones exteriores de Azerbaiyán

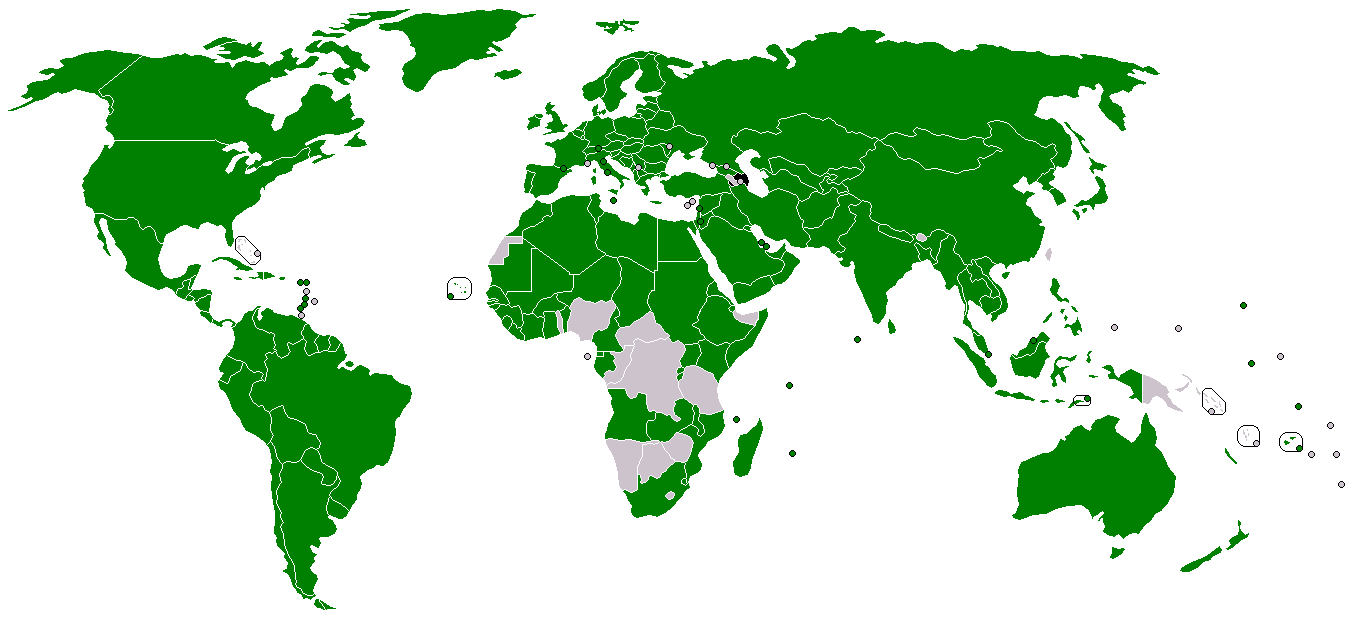
Países que poseen relaciones con Azerbaiyán:
Mantienen relaciones
No han establecido relaciones

Las relaciones exteriores de Azerbaiyán son las relaciones que tiene dicho país con los demás países del exterior, tanto en el campo político, como en los campos económico, comercial, militar, jurídico, geopolítico y geoestratégico.
El país mantiene embajadas en 160 países, manteniendo un total de relaciones bilaterales con 174 países, incluyendo el Estado de Palestina, la Santa Sede e Israel (siendo uno de los países con mayoría musulmana con mejores relaciones con dicho país). No mantiene relaciones con Bahamas, Barbados, Chipre, Armenia, Nigeria, República Centroafricana, Congo, Congo-Kinshasa,Tanzania, Botsuana, Namibia, Lesoto, Santo Tomé y Príncipe, Palaos, Micronesia, Kiribati, Islas Salomón, Vanuatu, Tonga, Samoa, Papúa Nueva Guinea, la Orden de Malta y los estados con reconocimiento limitado.

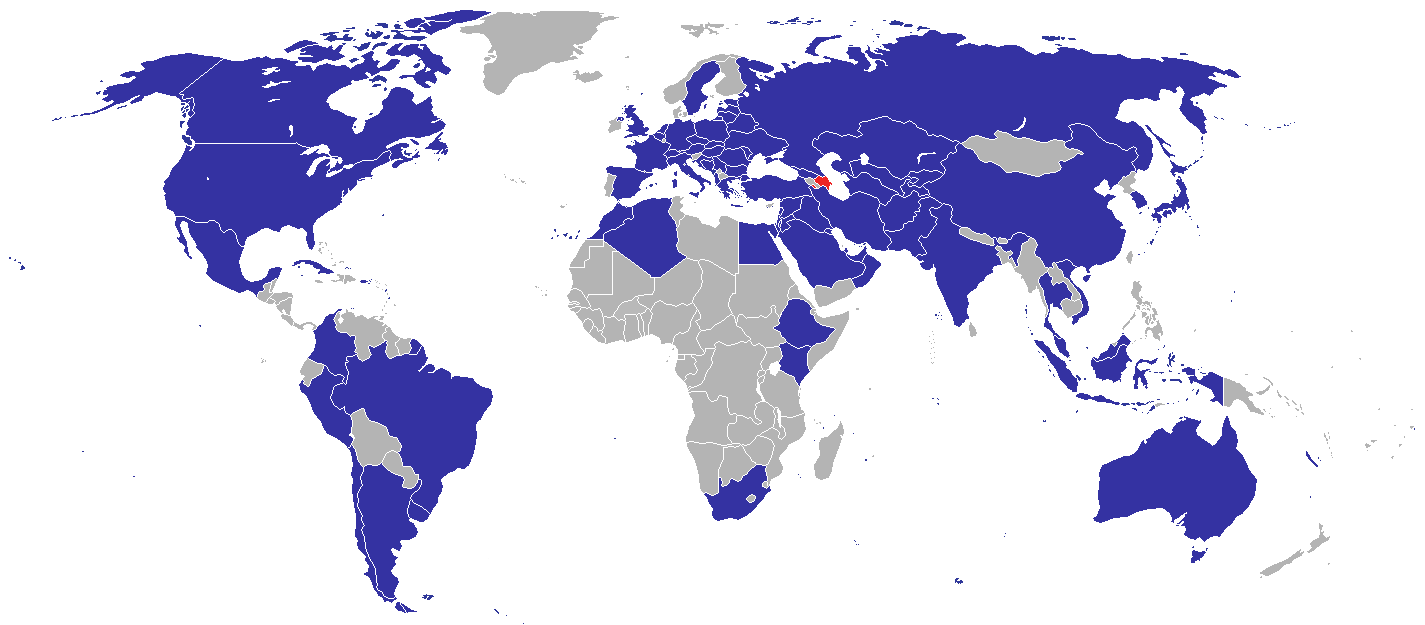
Misiones diplomáticas de Azerbaiyán.

Es miembro de las Naciones Unidas, el Movimiento de Países No Alineados, la Organización para la Seguridad y la Cooperación en Europa, la Asociación para la Paz de la OTAN, el Consejo de Asociación Euroatlántica, la Organización Mundial de la Salud, el Banco Europeo de Reconstrucción y Desarrollo, el Consejo de Europa, el Tratado de las Fuerzas Armadas Convencionales en Europa, la Comunidad de Democracias, el Fondo Monetario Internacional, y el Banco Mundial.

## Relaciones bilaterales por país

### Con Rusia
Las relaciones bilaterales entre Azerbaiyán y Rusia fueron establecidas el 4 de abril de 1992. El 1 de diciembre de 2009 en Atenas fue firmado declaración conjunta de los Ministerios de Asuntos Exteriores de Rusia y Francia, del Subsecretario de Estado de los EE. UU. y de los Ministro de Asuntos Exteriores de Armenia y Azerbaiyán. Rusia tiene una embajada en Bakú y Azerbaiyán tiene una embajada en Moscú y un consulado general en San Petersburgo. El 27 de febrero de 2003, en Bakú, Rusia y Azerbaiyán firmaron un acuerdo intergubernamental sobre cooperación técnica militar y el 4 de diciembre de 2006  firmaron un acuerdo sobre la protección mutua de los derechos de propiedad intelectual.
En Rusia, año 2005 fue el "Año de Azerbaiyán"  y 2006 en Azerbaiyán - el "Año de Rusia" ; totalmente los dos países realizaron 110 eventos culturales durante 2005-2006.
En diciembre de 2006, dos países adoptaron un programa de cooperación interestatal en el ámbito humanitario para los años 2007-2009.
En 2008 la facturación comercial entre los dos países aumentó anualmente en 39.3%, las exportaciones crecieron en 42.6% y alcanzaron $ 1.9911 mil millones.

### Con Turquía
Turquía fue el primer Estado reconocido la independencia de Azerbaiyán en 1991. La cooperación militar entre Azerbaiyán y Turquía fue realizado por primera vez en 1992 con un acuerdo firmado entre los gobiernos de Azerbaiyán y Turquía sobre educación militar.
El 25 de mayo de 2005, el oleoducto Bakú-Tiflis-Ceyhan fue inaugurado de manera oficial en la Terminal Sangachal por el presidente Ilham Aliyev. La ceremonia de inauguración en la terminal de Ceyhan fue el 13 de julio de 2006. La primera vez que fue bombeado petróleo desde Bakú fue el 10 de mayo de 2005, llegando a Ceyhan el día 28 de mayo de 2006.
El 16 de septiembre de 2010 los países firmaron un tratado para establecer el Consejo de Cooperación Estratégica en Estambul. En diciembre de 2010 la Asamblea Nacional de Azerbaiyán ratificó la asociación estratégica y la asistencia mutua entre Azerbaiyán y Turquía.
7 de febrero de 2007 se firmó un acuerdo intergubernamental, segúl el que comenzó la realización del proyecto de ferrocarril Bakú-Tbilisi-Kars. El 31 de octubre de 2017 tuvo lugar la gran ceremonia inaugural del proyecto de transporte. A la ceremonia de inauguración asistieron el presidente de Azerbaiyán, Ilham Aliyev, y el presidente de Turquía, Recep Tayyip Erdoğan, acompañados por sus primeras damas, el primer ministro de Kazajistán, Bakytzhan Sagintayev, el primer ministro de Georgia, Giorgi Kvirikashvili, el primer ministro de Uzbekistán, Abdulla Aripov, los ministros de Transporte de Tayikistán y Turkmenistán, así como otros dignatarios de primer nivel.

### Con España
Las relaciones diplomáticas plenas fueron establecidos el 11 de febrero de 1992 tras el acceso a la independencia de Azerbaiyán (el 18 de octubre de 1991). 
Desde 2008, la Universidad de Lenguas de Azerbaiyán en Bakú ha contado con un lector MAEC-AECID de español, salvo el curso 2012-2013. 
El 25 de noviembre de 2010 en Madrid entre el Consejo Superior de Deportes del Reino de España y el Ministerio de la Juventud y el Deporte de la República de Azerbaiyán fue firmado un Memorando de Entendimiento en el Campo de Cooperación en el Área de Educación Física y Deportes.
Actualmente existe un Centro de Español en esta Universidad que fue inaugurado por el Embajador de España, Cristóbal González-Aller en mayo de 2012 junto con el rector de la Universidad y gracias al trabajo del lector MAEC-AECID. La Universidad de Lenguas, la ADA University, la Universidad de la Arquitectura y la Construcción y la Universidad Estatal del Petróleo y la Industria de Azerbaiyán mantienen relaciones de colaboración con distintas universidades españolas.La programación cultural de la Embajada de España en Ankara incluye la promoción de conciertos de música española en Bakú y la proyección de películas españolas. El Heydar Aliyev Center, el Mugham Center y otras instituciones azerbaiyanas colaboran en la difusión de la cultura española.
17 de noviembre de 2016 en Bakú fue firmado un Memorando de Entendimiento en materia de cooperación y comunicación entre la Agencia Estatal de Noticias de Azerbaiyán y la Agencia de Noticias Internacional EFE de España. 
Hasta noviembre de 2016, las exportaciones españolas a Azerbaiyán presentaron un valor acumulado de 33.14 millones € y as importaciones españolas de Azerbaiyán un valor acumulado de 468.27 millones €. La tasa de cobertura (hasta noviembre de 2016) fue del 7,08%.

### Con Brasil
Brasil y Azerbaiyán establecieron sus relaciones diplomáticas en octubre de 1993. En 2006, el Canciller Elmar Mammadyarov visitó Brasil y se reunió con los titulares de los Ministerios de Relaciones Exteriores, Desarrollo, Industria y Comercio Exterior y Minas y Energía. En este año entre el Ministerio de Relaciones Exteriores de la República Federativa de Brasil y el ministro de Asuntos Exteriores de la República de Azerbaiyán fue firmado un protocolo sobre Consultas Políticas.
En mayo de 2009 en Bakú fue instalada la Embajada de Brasil y en 2012 en Brasilia - la Embajada de Azerbaiyán. En 2013, el Subsecretario General responsable por la promoción comercial en el Itamaraty, Embajador Hadil Vianna, visitó Bakú acompañado por representantes de empresas brasileñas de alimentos, infraestructura y defensa.

### Con Bélgica
Las relaciones entre Azerbaiyán y Bélgica se iniciaron el 17 de junio de 1992. La embajada de Azerbaiyán en Bruselas entró en funcionamiento en abril del 1995, y la de Bélgica en Bakú, el 1 de noviembre de 2007. 
En mayo de 2004, en Bruselas fue establecido el monumento del “Libro de Dede Korkut”.  En Bélgica está en curso el Centro Europeo de los Azerbaiyanos, la sociedad “Casa azerbaiyana-belga” y la “sociedad de la amistad Azerbaiyán-Bélgica”. Se pasan varias actividades para informar a la gente belga sobre la cultura y historia de Azerbaiyán.

## Relaciones con las organizaciones internacionales

### Con ONU
Azerbaiyán se adhirió a la Organización de las Naciones Unidas el 2 de marzo de 1992. La delegación de Azerbaiyán en la ONU comenzó a trabajar el 6 de mayo de 1992. En 1993 en Azerbaiyán, se abrió la representación de las Naciones Unidas.  En 1993 el Consejo de Seguridad de la organización aprobó el 4 resoluciones sobre el conflicto armenio-azerbaiyano: la resolución 822, de 30 de abril de 1993, sobre la ocupación de Kelbedjar; 853, de 29 de julio de 1993, después de la ocupación de Aghdam; 874, de 14 de octubre de 1993, sobre la ocupación Fuzulí, Djabrail y Kubadli y 884, de 12 de noviembre de 1993 en relación con la ocupación de Zangilan. En 1996 Azerbaiyán se unió y firmó la convención de las Naciones Unidas de 1984 “Contra la tortura y otros tratos o penas crueles, inhumanos o degradantes y de la pena". 
En octubre de 2001 Azerbaiyán fue admitido a la convención de las Naciones Unidas sobre prevención de la financiación del terrorismo. Azerbaiyán en 2012-2013 fue miembro del Consejo de Seguridad de las Naciones Unidas, el Desarrollo Económico y desde 2003 hasta 2005 y desde 2017 en el transcurso de siguientes tres años del Consejo Social de la ONU. Además, durante los años 2005-2006 fue miembro de la Comisión de Derechos Humanos, en 2006-2009 - del Consejo de Derechos Humanos y otros órganos y estructuras de la organización.
El 21 de octubre de 2011, en Bakú, vicepresidente de la Fundación de Heydar Aliyev Leyla Aliyeva y el coordinador de la ONU en Azerbaiyán Fikret Akchura han firmado un memorándum de intenciones de cooperación de la Fundación de Heydar Aliyev y el Programa de Naciones Unidas para el desarrollo.
El 18 de octubre de 2019 la Fundación Heydar Aliyev y el Fondo de las Naciones Unidas para la Infancia (UNICEF) se firmaron un Memorando de Entendimiento.
El 13 de marzo de 2020, en la sede en Ginebra, Azerbaiyán y la OMS firmaron el "Acuerdo de Donantes". Azerbaiyán proporcionó $ 10 millones en asistencia financiera voluntaria a la Organización con el motivo de combatir la pandemia.

### Con OCI
Azerbaiyán fue admitido a  la Organización para la Cooperación Islámica en 1991. El 12 de diciembre de 1994 en Marruecos tuvo lugar la VII cumbre de la OCI, en la que se aprobó una resolución en relación con el conflicto de Karabaj y la prestación asistencia económica a Azerbaiyán. De 19 a 21 de junio de 2006, en Bakú fue realizado la 33 reunión de ministros de relaciones exteriores de los países miembros de la OCI. El 11 de noviembre de 2009, en Bakú se celebró la conferencia internacional bajo el nombre de "El diálogo intercivilizaciones: la mirada de Azerbaiyán", que celebró el 40 aniversario de la organización. El secretario general de la OCI Ekmeleddin Ihsanoghlu dijo sobre la conversión de Azerbaiyán en el símbolo en el ámbito de la cooperación entre las grandes civilizaciones, que se debe a la posición geográfica de Azerbaiyán, así como la conexión de diferentes culturas.
El 6 de marzo de 2020 Azerbaiyán proporcionó asistencia financiera por un monto de $ 100,000 a la OCI para apoyar la transformación de la Dirección Asistencia Humanitaria y desarrollo de la OCI a la oficina regional de la OCI en el Níger. El 7 de marzо el gobierno de Azerbaiyán ha decidido destinar asistencia humanitaria a Irán por valor de cinco millones de dólares para combatir el coronavirus COVID-19.

## Disputas

### Conflictos territoriales
El conflicto sobre la región de Nagorno Karabaj dentro de la república de Azerbaiyán comenzó cuando en 1988 la mayoría armenia de la región exigió autonomía. Esto dio lugar a disturbios anti-armenios en Azerbaiyán, con las milicias azerbaiyanas tratando de expulsar a los armenios del enclave. En 1992 estalló una guerra y los pogroms de los armenios y de los azerís obligaron a ambos grupos a huir de sus hogares. En 1994, un alto el fuego negociado por Rusia puso fin a la guerra, pero más de un millón de armenios étnicos y azeríes todavía no pueden regresar a su país. El conflicto sobre Nagorno-Karabaj sigue sin resolverse a pesar de las negociaciones, que están en curso desde 1992 bajo la égida del Grupo de Minsk de la OSCE, para resolver el conflicto pacíficamente.
Durante el conflicto se produjo la masacre de Khojaly, que fue el asesinato en masa de al menos 161 civiles de etnia azerbaiyana de la ciudad de Khojaly el 26 de febrero de 1992. Según Human Rights Watch, la tragedia se produjo cuando "una gran columna de residentes, acompañada por algunos una docena de combatientes en retirada huyeron de la ciudad mientras caía en manos de las fuerzas armenias. Al acercarse a la frontera con Azerbaiyán, se encontraron con un puesto militar armenio y fueron cruelmente atacados ".
En 2008, en lo que se conoció como las escaramuzas del mercado de 2008, Armenia y Azerbaiyán se enfrentaron por Nagorno-Karabaj. La lucha entre los dos bandos fue breve, con pocas bajas en ambos bandos. Después de los enfrentamientos armenio-azerbaiyanos de 2016, en los que murieron aproximadamente 350 soldados y civiles de ambos lados, Azerbaiyán declaró un alto el fuego unilateral.
El 27 de septiembre de 2020, se reanudaron los intensos combates a lo largo de la línea de contacto entre las tropas de Karabaj y Azerbaiyán, y Armenia, Azerbaiyán declaró la ley marcial y movilizaron a la población masculina.  Por la tarde del 27 de septiembre, el Ministerio de Defensa de Azerbaiyán informó de la toma de siete aldeas en el Alto Karabaj y pico de montaña en la cordillera de Murovdag. Shusha fue tomada por Azerbaiyán el 8 de noviembre de 2020- Después de 44 días de intensos combates se firmó un alto el fuego entre el presidente de Azerbaiyán, Ilham Aliyev, el primer ministro de Armenia, Nikol Pashinián, y el presidente de Rusia, Vladímir Putin, que puso fin a todos hostilidades en la zona del conflicto de Nagorno-Karabaj desde las 00:00 horas del 10 de noviembre de 2020, hora de Moscú. Según los puntos de la declaración Armenia se compromete a devolver hasta el 20 de noviembre de 2020 la región de Agdam, hasta el 15 de noviembre de 2020 la región de Kalbajar y hasta el 1 de diciembre de 2020 la región de Lachin a la República de Azerbaiyán.